# Tommaso Temanza
Tommaso Temanza (Venise, 9 mars 1705 - Venise, 14 juin 1789) est un écrivain et un ingénieur italien.

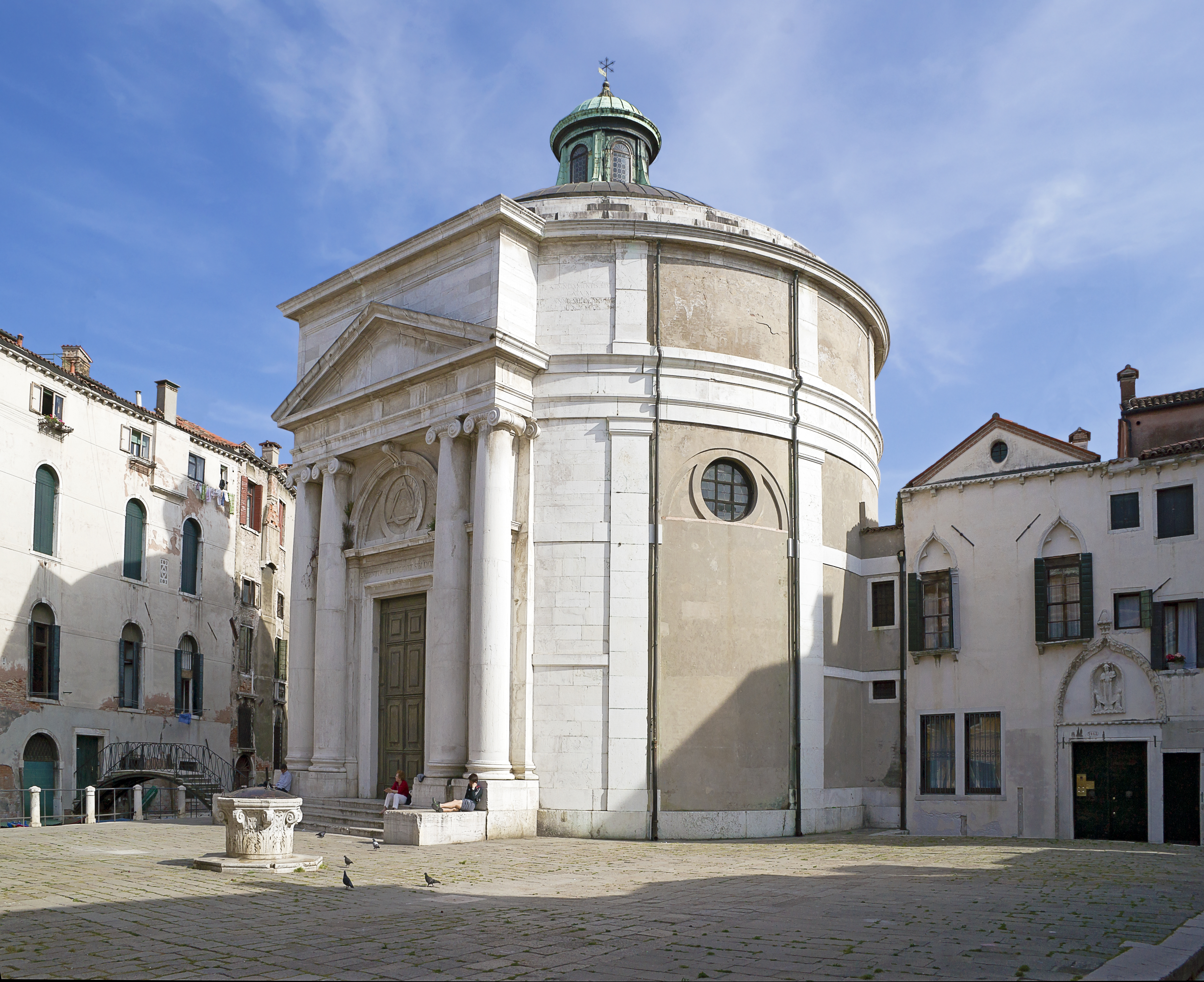
L'église de santa Maria Maddalena à Venise, où se trouve sa tombe.

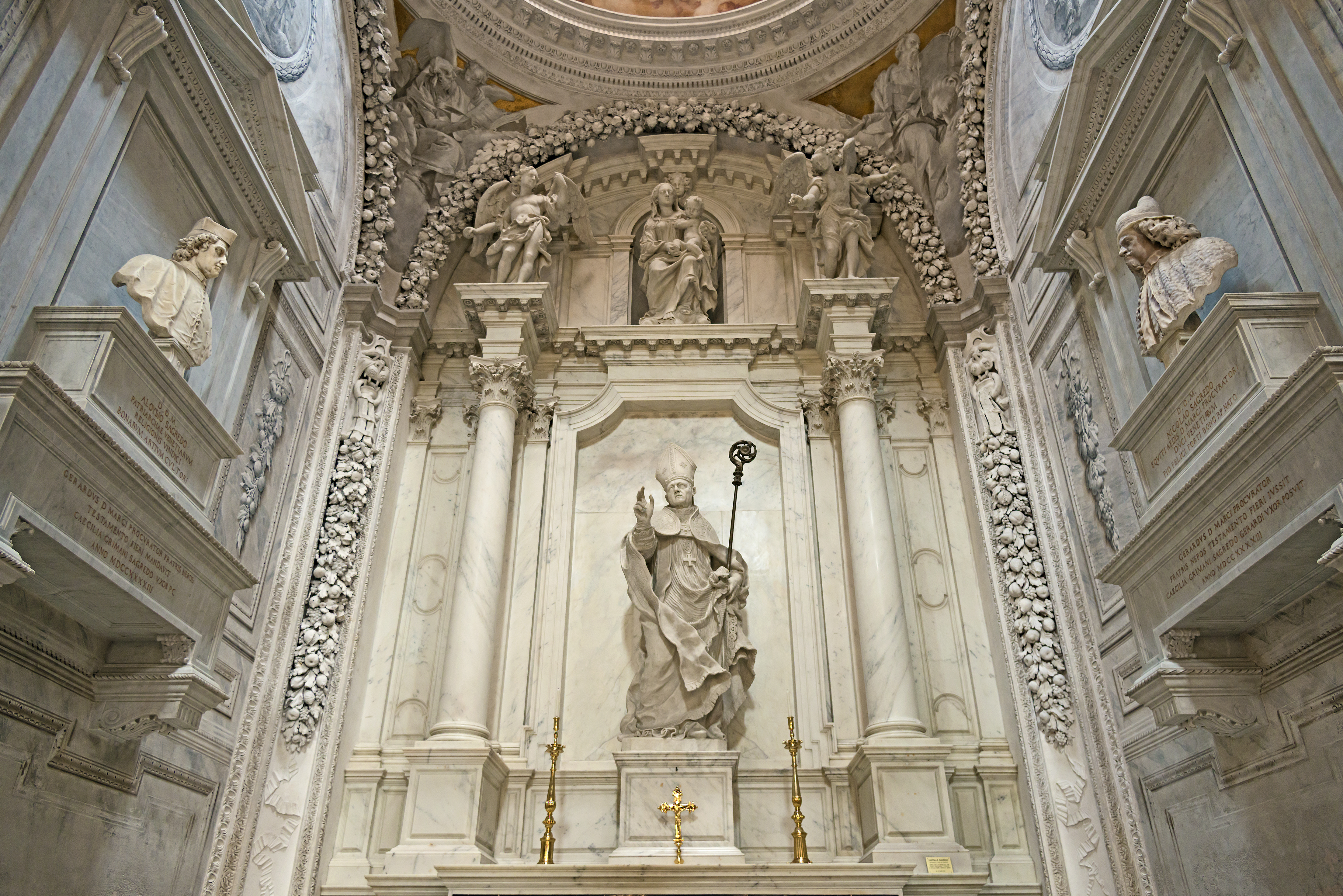
La chapelle Sagredo à San Francesco della Vigna.

## Biographie
Né dans une famille de techniciens au service de République de Venise, Tommaso Temanza fut orienté dès son jeune âge, vers l'architecture. Il a été l’élève à Padoue du mathématicien Giovanni Poleni, auprès duquel il s’initie aux mathématiques et de leurs applications à l’architecture. Il collabore également avec Giovanni Antonio Scalfarotto, dont il était le petit-fils, où il a rencontré le jeune Giovan Battista Piranesi. Il a travaillé comme conducteur de travaux à la magistrature des eaux.

## Œuvres
Érudit de Andrea Palladio, a contribué à l'orientation du néoclassicisme palladien. C'est une des personnalités clés de l'évolution du langage architectural vénitien du rococo au néoclassicisme, malgré le peu d’œuvres menées à terme.
Ses principaux travaux architecturaux étaient à Padoue, église Santa Margherita (1748) et la chapelle privée de la Villa Camerini à Piazzola sul Brenta. A Venise les églises Santa Maria Maddalena et San Servolo et le projet de la loggia de Ca ‘ Zenobio, mais surtout la chapelle Sagredo à San Francesco della Vigna.
Sa plus grande œuvre d'écrivain est « vie des plus célèbres architectes et écrivains vénitiens » de 1778, ouvrage de référence indispensable pour les chercheurs de l'histoire de l'architecture vénitienne. Il a écrit un célèbre ouvrage « Vie de Andrea Palladio », 1762.
Il meurt à Venise en 1789. Ses cendres sont conservées à l’église Santa Maria Maddalena.

## Sources
- (it) Cet article est partiellement ou en totalité issu de l’article de Wikipédia en italien intitulé « Tommaso Temanza » (voir la liste des auteurs).